# Naosichi
Ne doit pas être confondu avec  直-7 hélicoptère produit par la République populaire de Chine dans les années 1960.
Espèce
Classification APG III (2009)
Le naosichi ou naoshichi est un agrume japonais peu diffusé et principalement cultivée à Sukumo, préfecture de Kōchi. Le jus du fruit vert récolté en septembre octobre, abondant, est un condiment réputé pour l'équilibre de ses saveurs acides, douces et amères.
C'est un agrume de jours longs.

## Dénomination
En japonais 直七, ナ オシチ (naoshichi) littéralement 直 droit et 七 7 est le nom d'un poissonnier, M. Naosichi, qui en fit la promotion ou  田 熊スダチ (takuma sudachi), du nom de la ville de Takuma, Onomichi, préfecture d'Hiroshima. En chinois 直 七, 田 熊史达橘  (Zhí qī, tiánxióng shǐ dá jú).
Sa faible notoriété (il est aussi nommé 幻の柑橘 (maboroshi no kankitsu) - agrume fantôme) ne dépasse pas le cadre du Japon où les noms binomiaux admis sont Citrus tagumasudachi Tanaka, Citrus taguma-sudachi Hort, ex Tanaka (Translitération équivalente takuma-sudachi). L'australien Harold McGee (2007) le classe dans les agrumes inconnus «Les études coréennes et japonaises mentionnent des espèces qui non seulement sont nouvelles pour moi, mais qui ne sont même pas répertoriées dans A Source Book of Edible Plants, S. Facciola 1998. Parmi ceux-ci figurent le hallabong coréen [dekopon], les japonais mochiyuzu (C. inflata), kabosu (C. sphaerocarpa), naoshichi (C. taguma-sudachi), kimikan...».
Le statut de cultivar ou mutant de sudachi n'est pas confirmé par la génomique. Le amateurs locaux le comparent au Buschukan (Mochiyu, Citrus inflata) qui est plus amer, au Ryoji Hana (Keraji, Citrus reticulata) au gout plus piquant, au Hanayu (Citrus hanaju) plus acide et moins amer. Il est mentionné membre du groupe des sumikan (mandarines acides). 

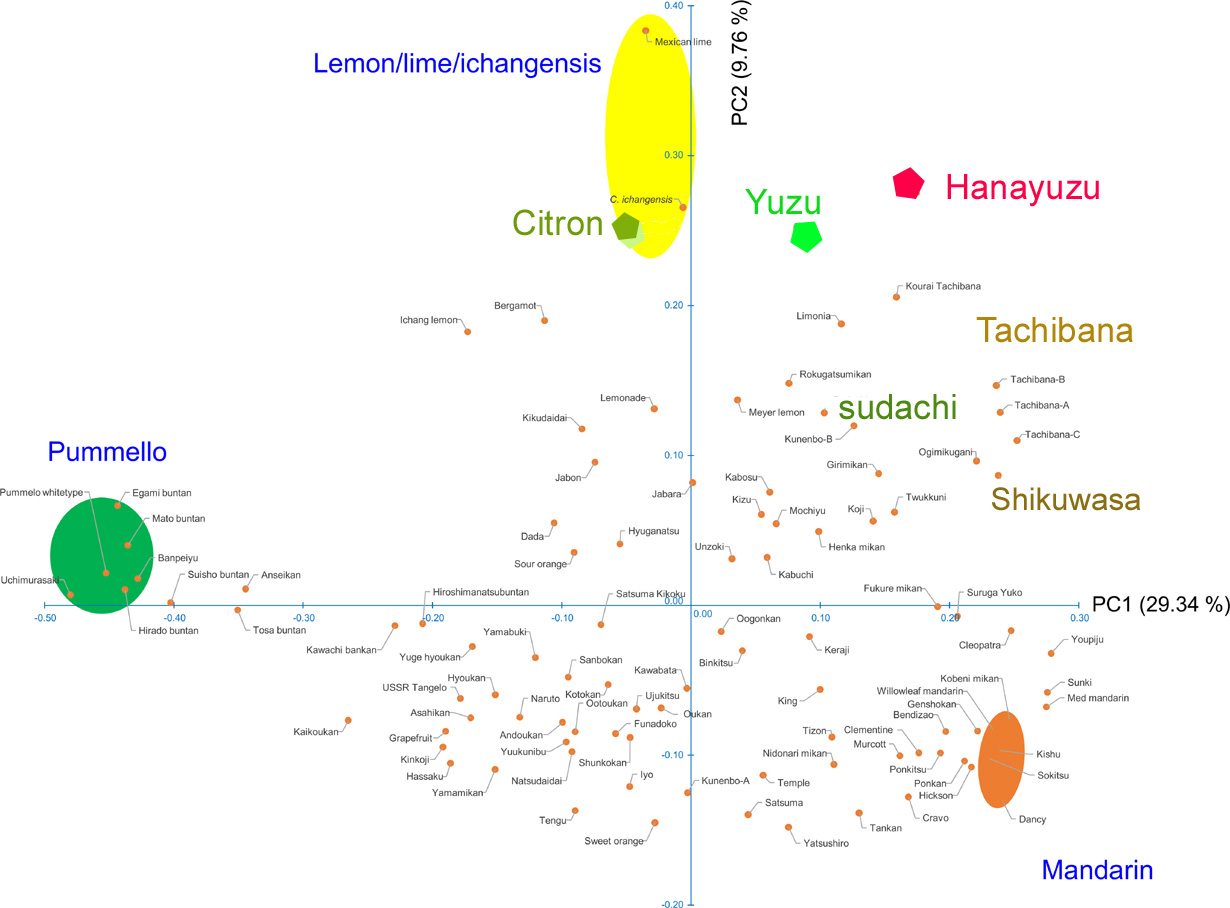
Dans la carte des coordonnées des agrumes de T Shimizu (2016) sudachi, kabosu, mochiyu, etc. sont dans une même zone à égale distance des acides (lime, yuzu) et des mandarines.

## Culture et usage

### Description
Le fruit (6 cm de haut sur 7 à 8 cm de diamètre) a une saveur qui, comparée à celle du kabosu, du yuzu et du sudachi, est parfaitement équilibrée. La pulpe est légèrement oranger lors de la récolte. Il est cultivé:
- à Takuma, ville d'Onomichi, préfecture d'Hiroshima sous le nom de Taguma Sudachi[10].
- à Sukumo et dans la région de Hata, préfecture de Kōchi.
- à Amareleja, Alentejo, Portugal[11].

### Condiment
Le jus de naosichi est commercialisé en bouteille, il sert de condiment acide/amer dans les sauces, le ponzu ou directement sur le poisson ou dans les boissons. Il est généralement qualifié de rafraichissant.

## Huile essentielle
H. Kusunose et Masayoshi Sawamura donnent (1980) une analyse comparative de l'HE de naosichi, de sumikan et de yuzu. Le limonène du premier est nettement dominant 92 % suivi du γ-terpinène (4 %), du myrcène (1,9 %), de l'α-pinène (1,2 %). Ils détectent la présence de terpinéol-4 et notent qu'il contribue largement à l'odeur caractéristique du naosichi.
Une analyse d'HE pressée à froid (1996) donne 60 composants dont β-sinensal notablement présent, quelques sesquiterpénes (1,1 %) et  composés oxygénés (0,7 %). Les principaux constituants sont du même ordre de grandeur que l'analyse précédente, s'y ajoute le trans-β-farnésène (0,8 %) à note verte, le décanal (0,3 %), β-pinène (0,3 %) et terpinolène (0,2 %) à note fraiche.
La disponibilité commerciale de cette HE est limitée, elle est réputée relaxante, anti-anxiété, anti-stress, antidépressive(présence de trans-farnesène).  Le parfum du fruit vert est moins épicé que le sudachi.